# Piatykhatky (Dnipropetrovsk)
Piatykhatky (em ucraniano:   П'ятихатки) é uma cidade da Ucrânia, situada no Oblast de Dnipropetrovsk. Tem 18,38 km² de área e sua população em 2020 foi estimada em 18.619 habitantes.